# Allan Meltzer

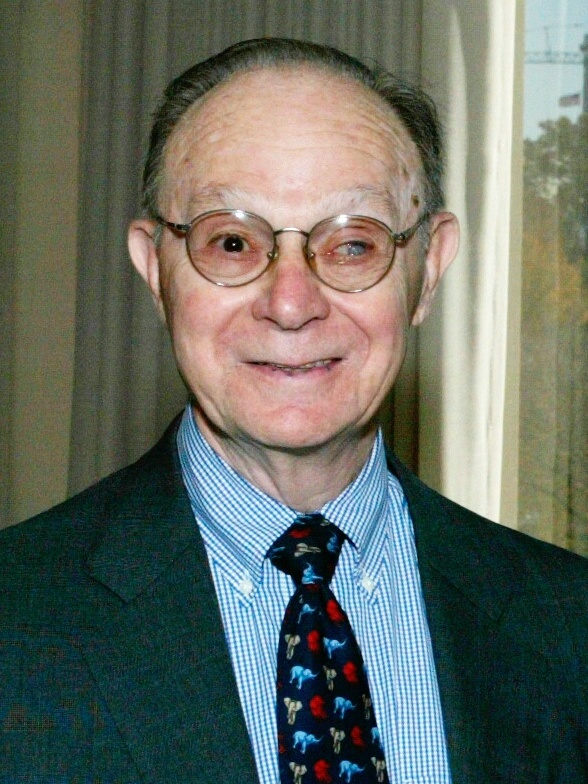
Allan Meltzer

Allan Harold Meltzer (Boston, 6 februari 1928 – Pittsburgh, 8 mei 2017) was een Amerikaanse econoom en hoogleraar politieke economie aan de Tepper School of Business van de Carnegie Mellon University in Pittsburgh.

## Loopbaan
Meltzer is de auteur van tientallen academische artikelen en boeken over het monetaire beleid en de Federal Reserve Bank. Hij werkte gedurende een periode in de jaren zeventig en tachtig nauw samen met Karl Brunner. Hij wordt beschouwd als een van de werelds meest vooraanstaande deskundigen op het gebied van de ontwikkeling en de toepassing van het monetaire beleid van de Federale Reserve Bank.
Zijn boek A History of the Federal Reserve wordt beschouwd als de meest uitgebreide geschiedenis van de Amerikaanse centrale bank. Deel II van deze geschiedenis van de Federal Reserve Bank, dat de jaren sinds het Federal Reserve akkoord in 1951 tot 69 behandelt, werd in februari 2010 uitgebracht.
Men zegt dat het onderstaande aforisme van Meltzer afkomstig is: "Kapitalisme zonder mislukkingen is als een religie zonder zonde. Het werkt niet."
- Bibliothèque nationale de France: cb122774570 (data)
- Catàleg d'autoritats de noms i títols de Catalunya: 981058511861106706
- CiNii: DA03308192
- Gemeinsame Normdatei: 118855603
- International Standard Name Identifier: 0000 0001 0913 8290
- Library of Congress Control Number: n79059676
- Nationale Bibliotheek van Letland: 000004617
- Bibliotheek van het Japanse parlement: 00558586
- Nationale Bibliotheek van Tsjechië: jo2012724805
- Nationale Bibliotheek van Israël: 987007442692505171
- Nationale Bibliotheek van Polen: a0000002667001
- Nederlandse Thesaurus van Auteursnamen: 073871710
- SNAC: w65x9xh0
- Système universitaire de documentation: 031589537
- Virtual International Authority File: 71451190
- WorldCat: E39PBJcwwVY7wwGv6dqrwQhWDq